# MOMOE PREMIUM
『MOMOE PREMIUM』（モモエ・プレミアム）は、山口百恵の24枚組CD-BOX。2003年6月4日発売。発売元はソニー・ミュージックハウス。

## 解説
- デビュー30周年を記念して作られた24枚組豪華版CD-BOX。全オリジナルアルバム22枚を、CD選書でCD化された際にカットされていたナレーションやＳＥも復刻させ、24bit最新デジタル・リマスタリングで収録。
- Disc-23の特典ディスクには、ファンの投票によるリクエスト上位の中からアルバム曲10曲のオリジナル・カラオケを収録。
- Disc-24の特典ディスクには、未発表曲「東京の空の下あなたは」を収録。この曲は1977年に発売された『GOLDEN FLIGHT』に収録予定で、ロンドンでレコーディングされたものの、最終的には収録されず、その後コンサートで歌われていたもののお蔵入りになっていた。今回の収録により26年振りに日の目を見た。
- LPジャケット、帯、歌詞カード、付属ポスター、封入写真集をすべてLPサイズで復刻したオールカラー161ページの豪華ブックレット付き。
- ピクチャー・レーベルCD仕様。
- 全シングル32枚のジャケットを原寸サイズで復刻したブックレット付き。
- 当初はデビュー30周年記念日の5月21日発売と告知されたが、「製作上の都合により」6月4日に延期された。
- 同年6月16日付けのオリコン・アルバム・チャートで初登場8位を記録。百恵にとっては引退コンサートのライブ盤『伝説から神話へ -BUDOKAN…AT LAST-』以来、22年6ヶ月振りのトップテン入りとなり、また女性アーティストのアルバム・トップテン入りインターバルの新記録となった。
- 『花ざかり』に収録されている「飛騨の吊り橋」は、元々LP盤ではフェードインで始まるイントロだったが、この復刻ではCD選書盤のまま（カットインで始まるイントロ）だったため、完全復刻とならなかった。その後、2004年発売のハイブリッドCD盤、及び2007年発売の『MOMOE PREMIUM update』『Complete MOMOE PREMIUM』でイントロのフェードイン・バージョンが復刻された。

## 収納作品
1. としごろ
2. 青い果実／禁じられた遊び
3. 15歳のテーマ 百恵の季節
4. 15歳のテーマ ひと夏の経験
5. 15才
6. 16才のテーマ
7. ささやかな欲望
8. 17才のテーマ
9. 横須賀ストーリー
10. パールカラーにゆれて
11. 百恵白書
12. GOLDEN FLIGHT
13. 花ざかり
14. COSMOS (宇宙)
15. ドラマチック
16. 曼珠沙華
17. A Face in a Vision
18. L.A. Blue
19. 春告鳥
20. メビウス・ゲーム
21. 不死鳥伝説
22. This is my trial

特典ディスク
1. Original Karaoke
  - ありがとう あなた
  - 陽炎
  - 歌い継がれてゆく歌のように
  - I CAME FROM 横須賀
  - あまりりす
  - ラスト・ソング
  - 曼珠沙華
  - おだやかな構図
  - 不死鳥伝説
  - This is my trial（私の試練）
2. 東京の空の下あなたは
  - 作詞・作曲: 天野滋、編曲: 加藤ヒロシ

## 未収録のシングルA面
- ちっぽけな感傷 - 『15才』には「新編曲」として収録されている。
- 初恋草紙
- 夢先案内人
- イミテイション・ゴールド - 『GOLDEN FLIGHT』には別アレンジの「IMITATION GOLD」が収録されている。
- 赤い絆 (レッド・センセーション)
- 乙女座 宮 - 『COSMOS (宇宙)』にはアルバム・バージョンで収録されている。
- 謝肉祭
- ロックンロール・ウィドウ - 『メビウス・ゲーム』にはアルバム・バージョンで収録されている。
- 一恵

## 関連作品
- MOMOE PREMIUM update
- Complete MOMOE PREMIUM
- MOMOE LIVE PREMIUM